# 中井三郎兵衛 (3代)
3代 中井 三郎兵衛（なかい さぶろべえ、1821年 - 1899年）は、日本の実業家。三井家別家当主。日本紙パルプ商事創業者。国際紙パルプ商事も、中井三郎兵衛の興した会社から分離した組織がもとになっている。第8代三井八郎右衛門の要請で三井家大元方（三井全事業統括機関）総元締に就任、三井銀行・三井物産の設立に深く関与する。

## 略歴
京都の中井家に、父・中井清吉 (第2代中井三郎兵衛)、母・きんの二男として生まれる。出生名は中井三平。1832年、12歳で三井家京本店に奉公。1845年、「三井越後屋呉服店」(三越) で番頭をしていた三平は「三郎兵衛」の名跡を相続、同年、京都に和紙商越後屋三郎兵衛商店 (のちの日本紙パルプ商事) を開業。この時、「丸に越」の暖簾 (現在の三越のロゴマーク) の使用を同族以外で特別に認められた。1859年には、「丸に井桁三」の暖簾 (現在の三井グループのシンボルマーク) の使用も特別に許されている。1870年、三井に再奉公し、重責を果たすことになる。中井三郎兵衛は、第一銀行四日市支店長であった八巻道成が提唱により、八巻のほか第一銀行頭取の渋沢栄一、東京の製紙会社有恒社（後に初代王子製紙に合併される）の関係者、四日市の九鬼紋七らとともに出資して、1887年、四日市製紙を設立した。さらに、中井三郎兵衛は、敦賀の銀行家大和田荘七、大倉財閥の渋谷喜助とともに、出資して、前田製紙 (薩摩藩出身、農商務省次官の前田正名が創業者) を設立。第8代三井八郎右衛門の要請で三井家大元方 (三井全事業統括機関) 総元締に就任、三井銀行・三井物産の設立に深く関与する。

## 系譜
- 子 (養嗣子) - 中井慈眼 (第4代中井三郎兵衛)は、和洋紙問屋・中井商店（のちの、日本紙パルプ商事）の社長。1884年京都紙商組合をつくり、京都織物・東京印刷・京津電気軌道・王子製紙などの役員、京都府会議員を歴任した。東京府 (東京市) 日本橋区にも居所があった[3]慈眼の別邸の庭園は京都市指定・登録文化財 (名勝)[4]となった。田中源太郎、内貴清兵衛らとともに、京都四天王と呼ばれた。
同妻 - つた
  -     - 孫 - 中井三之助 (1875-1942)

    - 同妻 - つる　(芝原作兵衛娘二女)

    - 孫 - 中井巳治郎 (1878-1961、その名古屋別邸、名古屋市東区白壁の豪邸街にあり、愛知の旧家、盛田家屋敷(盛田昭夫)・岡谷家屋敷(岡谷惣助)と同じ通り沿いに並び立っていた。後に、東久邇宮稔彦王により歩兵第五旅団長宿舎として3年半、賀陽宮恒憲王により留守第三師団長として半年邸宅として利用され、老舗料亭「か茂免」となる。大正時代建築当時から、その「白壁」は美しい。時として、同邸・玄関前の砂利敷のスペースには、皇族・華族・軍部上層部・政財界上層部に愛用された優美な所有する高級車・パッカードが見かけられた。)

- -     - 孫 - ぎん子
    - 孫 - ふみ子 (仁保亀松に嫁す)

同妻 - つる

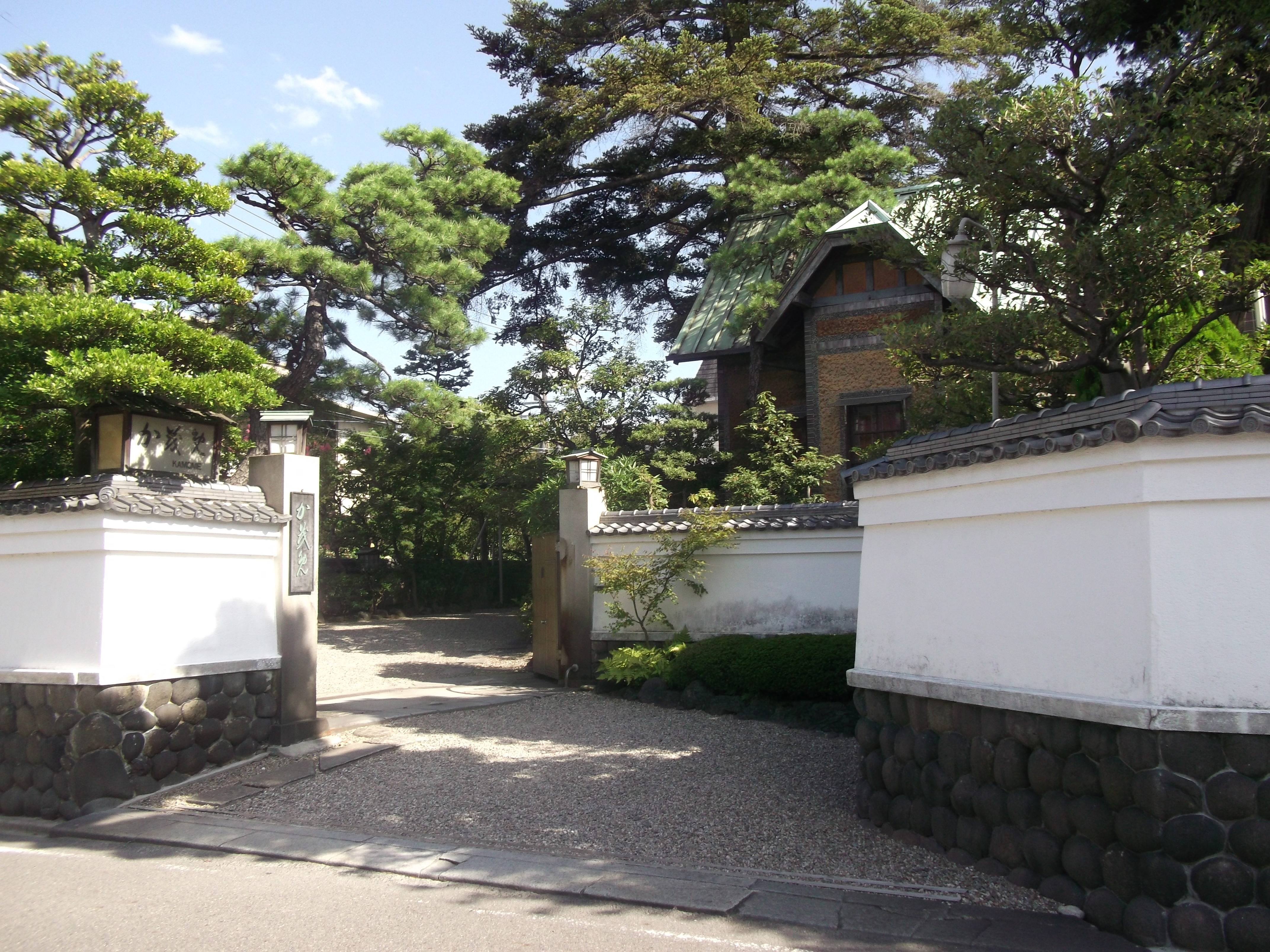
旧中井邸（現「か茂免」）

  -     - 孫 - 中井誠三郎 (1893-1978、その相続した邸宅「庭園」は京都市指定・登録文化財〈名勝〉となった)

    - 同妻 - とく
      - 曾孫 - 中井正和[5] (三平興行 (大阪府平方市) 社長)

      - 同妻 - 博子 (原甚之丞〈大地主、実業家、近代数寄者〉三女)[6]
        - 玄孫 - 中井久仁子
- 子 - 中井三次郎　(菊之助、三越喜左衛門方に一旦養子に)
同妻 - 貞　[7]